# John Mykkanen
John Cary Mykkanen (* 8. September 1966 in Anaheim, Kalifornien) ist ein ehemaliger Schwimmer aus den Vereinigten Staaten, der eine olympische Silbermedaille gewann.

## Karriere
John Mykkanen besuchte zunächst die El Dorado High School und dann ab 1984 die University of California, Berkeley.
Bei den Olympischen Spielen 1984 in Los Angeles schwamm er im Vorlauf die zweitschnellste Zeit über 400 Meter Freistil. Im Endlauf siegte sein Landsmann George DiCarlo mit 0,26 Sekunden Vorsprung vor Mykkanen und dem Australier Justin Lemberg. Der Deutsche Thomas Fahrner schwamm als Sieger des B-Finales schneller als der Olympiasieger. Im Jahr darauf gewann Mykkanen auch bei den Pan Pacific Swimming Championships die Silbermedaille über 400 Meter Freistil. Hier siegte Justin Lemberg. Bei der Universiade 1985 in Kōbe erschwamm Lemberg die Goldmedaille vor Mykkanen und Fahrner.
John Mykkanen wurde nach seinem Studium Chiropraktiker. Seine Tochter Courtney Mykkanen schwamm bei den Olympischen Jugendspielen 2014.